# Pond Fork (Little Coal River)
Der Pond Fork (auch als Pond Fork Branch oder Pond Fork River bezeichnet) ist ein Fluss im südlichen Boone County im US-Bundesstaat West Virginia in den Vereinigten Staaten. 
Er entspringt etwa 7 Kilometer nordöstlich von Kopperston direkt abseits der West Virginia Route 99 und fließt anschließend nach Nordwesten, wo er in Madison mit dem Spruce Fork zusammenfließt. Ab hier bilden die zwei Flüsse den Little Coal River.
Entlang des Flusses finden sich viele ehemalige Kohleminen, die in den beiden letzten Jahrhunderten in dieser Region eine zentrale Rolle spielten. Das Wasser des Pond Fork wurde besonders im Kohleabbau genutzt. Das durchflossene Gelände umfasst bergige und dichte Wälder. Einer Untersuchung der Wasserqualität zufolge sind die aquatischen Lebensbedingungen für Wassertiere sehr schlecht, bedingt durch die Umweltbelastungen des Kohleabbaus. Zu nennen sei hier in erster Linie die Spruce No. 1 Mine.
Nebenflüsse sind der Casey Creek, der James Creek und der Beaver Pond Branch.

## Fischerei
Unter anderem sind folgende Fischarten im Einzugsgebiet ansässig:
- diverse Barschartige wie:
  - Forellenbarsch
  - Glasaugenbarsch
  - Kanadischer Zander (Sander canadensis)
  - Schwarzbarsch
  - diverse Sonnenbarsche wie:
    - Gepunkteter Barsch (Micropterus punctulatus)
    - Pomoxis annularis
    - Schwarzflecken-Sonnenbarsch (Pomoxis nigromaculatus)

  - Steinbarsch
  - Streifenbarsch
  - Weißbarsch (Morone chrysops)
  - Wolfsbarsche
  - Zander
- diverse Forellenarten wie:
  - Bachforelle
  - Bachsaibling
  - Goldforelle (Oncorhynchus aguabonita)
  - Regenbogenforelle
- diverse Hechtarten wie:
  - Muskellunge
  - Tigerhecht
- diverse Welsartige wie:
  - Katzenwelse
  - Getüpfelter Gabelwels (Ictalurus punctatus)

Bedingt durch den Artenschutz, müssen folgende Arten nach einem Fang unverzüglich wieder freigelassen werden:
- Löffelstör
- Schaufelstör (Scaphirhynchus platorynchus)
- See-Stör